# Anton Marxer
Franz Xaver Anton Marxer (* 20. Mai 1703 in Heiligkreuz in Ruggell; † 25. Mai 1775 in Wien) war Weihbischof in Wien.

## Leben
Franz Xaver Anton Marxer wurde 1703 in Heiligkreuz bei Tisis als Ruggeller Bürger geboren. Seine Eltern Ulrich Marxer und Anna Maria geb. Schmied betrieben den Gasthof „Zum Schwarzen Adler“ ebenda. Er war schon früh als Ministrant tätig, was ihn in Kontakt mit dem Jesuitenpater Konstantin Storff brachte, der ihm auch Unterricht erteilte und später den Besuch des Jesuitengymnasiums Stella Matutina in Feldkirch ermöglichte. 1720 ging Marxer zum Studium der Theologie und Philosophie nach Wien und beendete beide Fächer mit dem Doktorat.
Marxer wurde am 22. Mai 1728 zum Priester geweiht und war weiters an der Universität tätig. 1732 wurde er Professor für Theologie und 1738 Dekan der theologischen Fakultät sowie Domherr von St. Stephan. Er wurde Vorstand der Armenkasse und erhielt von Maria Theresia den Auftrag zur Reorganisation des Armenwesens, was unter anderem im Jahr 1742 zur Gründung des ersten Wiener Waisenhauses am Rennweg führte. Marxer war bis 1759 dessen Direktor. 1761 kaufte Maria Theresia die Anlage, die am Ende bis zu 300 Kindern Platz bot. 1746 erhielt er von Maria Theresia für seine Verdienste das Gut Ebersdorf (heute Kaiserebersdorf) bei Wien.

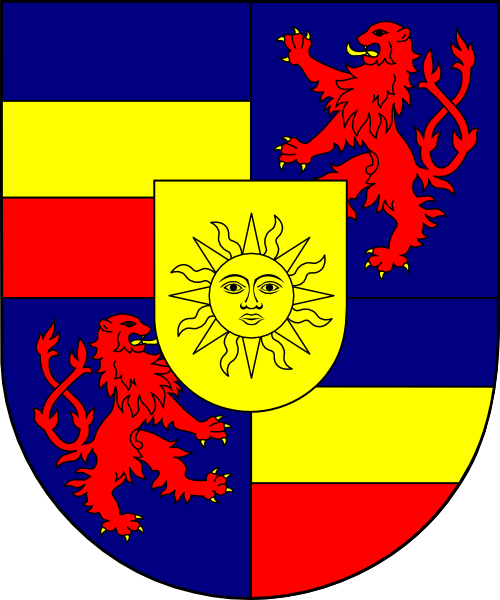
Bischöfliches Wappen

1749 erfolgte die Ernennung zum Weihbischof und Generalvikar der Erzdiözese Wien. Ab 1753 fungierte er bis zu seinem Tod auch als Dompropst und Kanzler der Universität Wien. Er starb 72-jährig und wurde vor dem Hochaltar der Wallfahrtskirche in Gutenbrunn begraben.

## Kirchliche Karriere und soziale Tätigkeit
Marxer stieg in der katholischen Kirche rasch bis zum Weihbischof und Generalvikar auf. Er wurde 1748 auf Betreiben der Kaiserin vom Wiener Fürsterzbischof Sigismund Kardinal Kollonitz zum Titularbischof von Chrysopolis in Arabia geweiht. Daneben war er Pfarrer von Hütteldorf, Kaiserebersdorf und Kirnberg, wo er sich allerdings aufgrund seiner Verpflichtungen in Wien durch Vikare vertreten ließ.
Durch zwei Lotteriegewinne über insgesamt 90.000 Gulden vermögend geworden, erwarb Marxer 1754 von Josef Johann von Tepsern das Schloss Heiligenkreuz, das er als Sommerresidenz nutzte, sowie baulich veränderte und mit einem Westtrakt mit einem Alumnat ausbaute.
Um der mit einem Gnadenbild verbundenen Marienverehrung einen angemessenen Rahmen zu verleihen, ließ er durch den Hildebrandt-Schüler Johann Ohmeyer nach dem „Vorarlberger Münsterschema“ als Südtrakt die heutige Pfarrkirche Gutenbrunn-Heiligenkreuz errichten, die 1758 geweiht wurde. In Erinnerung an seine Geburt in Heiligkreuz bei Tisis (Feldkirch) nannte er den Ort Heiligenkreuz. Der Schlossweiler Heiligenkreuz wurde im 18. Jahrhundert zu einem bedeutenden Wallfahrtsort. 1767 wurde der Westtrakt des Schlosses zu einem Priesterseminar für Unterösterreich des damals riesigen Bistums Passau ausgebaut, das aber im Zuge der Reformen Kaiser Josefs II. 1783 wieder aufgelöst wurde. Erst nach dem Tod Josefs II. wurde es 1791 in St. Pölten neu eröffnet.
Den Rest seines Vermögens gab er an das Waisenhaus am Rennweg. 1768 erbaute man an der Stelle der Kapelle des Waisenhauses die heutige Pfarrkirche Rennweg Maria Geburt. Bei deren Eröffnung führte der erst 12-jährige Wolfgang Amadeus Mozart seine eigens dafür komponierte „Waisenhausmesse“ in Anwesenheit der Kaiserin Maria Theresia auf. Das Waisenhaus wurde 1785 von Kaiser Josef II. aufgelöst und in eine Artilleriekaserne umgewandelt.

## Ehrungen
- Zum 200. Todestag widmete ihm das Fürstentum Liechtenstein eine Briefmarke mit seinem Porträt.
- Im 3. Wiener Gemeindebezirk Landstraße wurde 1910 nahe dem Waisenhaus am Rennweg die Marxergasse nach ihm benannt.